# 金山岭长城
金山岭长城是中国河北省承德市滦平县与北京市密云区交界地带的燕山支脉——金山岭上横亘的一段长城。建于明代，西起古北口，东至望京楼，全长10.5公里，有关隘5处，敌楼67座，烽燧3座。1988年被列入第三批全国重点文物保护单位名单。金山岭长城还是国家级风景名胜区、国家5A级旅游景区。
此外，金山岭长城砖垛口东方台是中国中央电视台早间开台时播放的国歌视频中长城的拍摄地。